# Манджушри
Манджушри́, Маньджушри (санскр. मञ्जुश्री, IAST: Mañjuśrī, «великолепная слава», кит. упр. 文殊[師利], палл. Вэньшу[шили]), также Манджугхо́ша (санскр. मञ्जुघोष, IAST: Mañjughoṣa, «прелестный голос»), Манджунатха (санскр. मञ्जुनाथ, IAST: Mañjunātha, «прекрасный заступник»), Вагишвара (санскр. वागीश्वर, IAST: vāgīśvara, «Владыка речи») и т. д. — в буддизме Махаяны и ваджраяны бодхисаттва, «хранитель Рая на Востоке», легендарный сподвижник Будды Гаутамы. Манджушри — проводник и учитель будд прошлого, духовный отец бодхисаттв. Его эпитет — Кумарабхута (санскр. कुमारभूत, IAST: kumārabhūta, «становящийся юным»). Манджушри считается воплощением праджняпарамиты, то есть высшей мудрости.

## Манджушри в Махаяне
Рассказы о Бодхисаттве Манджушри встречаются уже в древнейшей махаянской литературе, что позволяет предположить, что его образ возник в последние века до н. э.
Манджушри занимает центральное место в «Саддхармапундарика Сутре» (где он в качестве одного из повествователей упоминает деяния бывших будд) и в «Вималакиртинирдеша Сутре» (где он — бодхисаттва и  единственный ученик Шакьямуни, имеющий равную мудрость с бодхисаттвой Вималакирти). В «Гандхавьюхе» Манджушри — один из двух руководителей пятисот бодхисаттв и первый наставник главного героя этой сутры — Судханы.
Согласно махаянской традиции, Манджушри 70 мириад кальп тому назад был благочестивым королём в одной буддхакшетре (санскр. बुद्धक्षेत्र — «поле (или страна) Будды»)  которая находится на востоке (причём между этим миром и нашим миром — 7200 миллиардов миров). Он поднял дух Просветления и решил быть бодхисаттвой в сансаре до тех пор, пока не останется ни одного живого существа, нуждающегося в спасении.

## Манджушри в Ваджраяне
Согласно ваджраянистской традиции Манджушри вместе с  бодхисаттвами Авалокитешварой и Ваджрапани — один из трёх главных бодхисаттв.
Он — центральная фигура одного из древнейших произведений Ваджраяны — «Манджушримулакальпы». Манджушри олицетворяет мудрость, разум и волю. Обычно его изображают красивым индийским царевичем, верхом восседающим на льве. Иконографически  в  поднятой правой руке Манджушри держит пылающий меч (которым он «рассеивает мрак невежества»), в левой руке — цветок лотоса, на котором лежит свиток «Праджняпарамиты сутры».

## Культ Манджушри

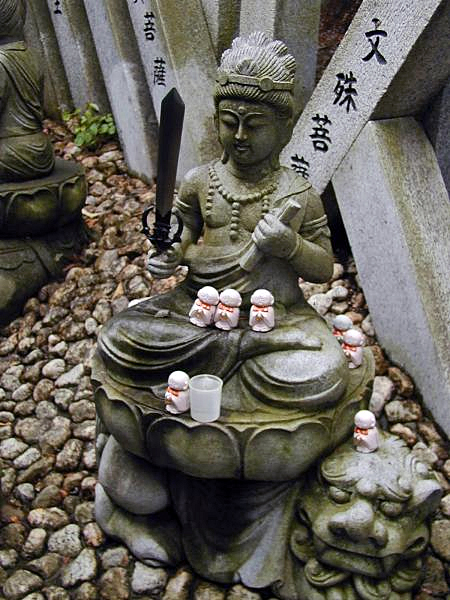
Бодхисаттва Манджушри (Мондзю) в храме Сэнкодзи, префектура Хиросима, г. Ономити, Япония

Культ Манджушри был особенно популярным в Тибете и в Китае, а также в Японии, где его образ встречается во многих легендах. В китайской традиции Манджушри зовётся Вэньшу (кит. 文殊) (яп. Мондзю), в тибетской — Чжам-(д)пел. В Тибете земным воплощением Манджушри считался основатель школы Гелуг Чже Цонкапа (1357 — 1419).
Центром поклонения Манджушри в Китае считается гора Утайшань.
Воплощением Манджушри считал себя Нурхаци (1559 — 1626), основатель чжурчжэньской династии Поздняя Цзинь, которая была впоследствии переименована в Цин.
С этим фактом связана одна из версий смены этнонима: чжурчжэни стали называть себя маньчжурами.
В японской традиции Манджушри известен под именем Мондзю (яп. 文殊, Monju).

## Гаданиемо
С культом Бодхисаттвы Манджушри связана возникшая  в Средние века тибетская практика гадания на мантре "Оṃ arapacana dhīḥ", вырезанной на кубиках, подобных игральным костям.
См. en:Mo (divination).